# NGC 1059
NGC 1059 је двојна звезда у сазвежђу Ован која се налази на NGC листи објеката дубоког неба.
Деклинација објекта је + 17° 59' 46" а ректасцензија 2h 42m 35,5s. Привидна величина (магнитуда) објекта NGC 1059 износи 11,2.